# 奎濂
奎濂（1874年—？），字莲溪，号少襄，一号芍芗，祜雅尔氏，满洲正白旗人，讷钦之子，光绪二十年甲午科举人。

## 生平
奎濂曾任清朝户部员外郎、度支部郎中，后晋升一品御前侍卫。
1910年，中国同盟会汪精卫、黄复生等人为行刺清朝摄政王载沣，而在北京琉璃厂开设守真照相馆为掩护。行刺事发后，守真照相馆被清廷没收，随后被奎濂购入。辛亥革命后，清室逊位，为解决宫内开销，清朝遗老及大臣们决定出版故宫历代名人藏画。奎濂的儿子关松房为知名画家。

## 著作
- 奎濂等校勘，《户部银库奏案辑要》，京师官书局。
- 奎濂等校勘，《度支部通阜司奏案辑要》（六卷），光绪三十四年（1908年）。
- 奎濂校勘，《前後守寳錄》重刊，魁聯纂，清咸豐三年（1853）寶慶府署原刻本（原作者内务府正白旗汉军、湖南按察使李氏魁聯，其孙光绪十一年乙酉科举人、词人画家李孺）。

## 家庭
- 父：讷钦，光緒三年（1877年）二甲進士。
- 子：关松房，原名关植耘，号松房，满族画家。妻奚稚梅，其胞兄奚嘯伯（1910-1977），京劇老生，後四大鬚生之一；父正白旗满洲、喜塔臘氏熙明，祖父光緒二年（1876年）丙子恩科进士裕德，祖母尚氏（父镶蓝旗汉军、鑲白旗与正紅旗護軍統領尚昌懋，胞姊尚氏嫁正蓝旗满洲、廣州將軍、恪愍公西林覺羅氏孚琦，胞兄尚其源与正蓝旗汉军、光緒二年丙子（1876）恩科進士胡俊章家族联姻，胞兄尚其堯娶愛新覺羅氏（父奉恩將軍載鶴，祖父貝勒奕綸），堂兄光绪十八年（1892）进士尚其亨）。
- 重孙：关瑞之（关松房之孙）